# Edon Zhegrova
Edon Lulzim Zhegrova (Herford, 31 de março de 1999) é um futebolista kosovar que atua como ponta. Atualmente, joga no Lille, clube da Ligue 1.
Nascido na Alemanha, representa a Seleção Kosovar em nível internacional.

## Carreira
Formado nas categorias de base do Sint-Truiden, Edon Zhegrova assinou o seu primeiro contrato oficial no Genk em junho de 2017. Estreou pela equipe profissional em 10 de setembro de 2017, contra o Gent.
Em fevereiro de 2019, Zhegrova foi contratado pelo Basel, da Superliga Suíça.
Em 14 de janeiro de 2023, Zhegrova foi contratado pelo Lille, em França.
No dia 2 de outubro de 2024, Zhegrova jogou como titular em uma vitória por 1–0 contra o Real Madrid na Liga dos Campeões. Ele foi eleito o melhor em campo oficial da UEFA nesta partida.

## Seleção Nacional
Edon Zhegrova estreou pela Seleção Kosovar principal no dia 24 de março de 2018, contra Madagáscar.

## Títulos
KRC Genk
- Jupiler Pro League: 2018–19

FC Basel
- Copa da Suíça: 2018–19

### Individual
- Jogador do Mês da Ligue 1: Março de 2024[10]